# Клерки
«Клерки» (англ. Clerks) — американский кинофильм 1994 года, дебютный фильм режиссёра, актёра и сценариста Кевина Смита, открывающий серию фильмов о вымышленной вселенной View Askewniverse (её обитатели Данте Хикс и Рэндел Грейвс, а также культовые персонажи Джей и Молчаливый Боб (последнего играет сам Смит) впоследствии появятся почти во всех фильмах Смита; в «Клерках» Джей и Молчаливый Боб появляются только эпизодически, но в следующих фильмах им будет отведено гораздо больше времени).
В основе сюжета — один день из жизни двух продавцов в супермаркете, добропорядочного Данте Хикса (его играет Брайан О’Хэллоран) и издевающегося над покупателями Рэндела Грейвса (Джефф Андерсон).
Фильм отличает видимое отсутствие действия при обилии гэгов и остроумных диалогов на различные темы — от сексуальных предпочтений героев до «Звёздных войн».
В 2019 году картина была внесена в Национальный реестр фильмов США как фильм, обладающий культурным, историческим или эстетическим значением.

## Сюжет
Данте Хикс, продавец в супермаркете, вынужден работать дополнительный день вместо заболевшего сменщика. Спустя некоторое время в супермаркет заходит покупатель, который начинает убеждать других клиентов, которые хотят купить сигареты, что курение крайне вредно, а продавцы сигарет наживаются на чужом здоровье, уговаривая их вместо этого покупать жевательную резинку. В самый разгар спора входит Вероника, девушка Данте, которая быстро выясняет, что этот покупатель был рекламным агентом компании по продаже жевательной резинки, и выгоняет его из магазина.
После этого происходит разговор между Данте и Вероникой, в ходе которого выясняется, что Вероника занималась оральным сексом с 36 различными мужчинами кроме него, это приводит Данте в бешенство. Вскоре после этого приходит приятель Данте Рэндел Грейвс, который работает в находящемся рядом видеопрокате. Он сообщает, что бывшая девушка Данте Кэтлин Бри выходит замуж за некого азиатского дизайнера; это ещё более расстраивает Данте.
После этого Данте, Рэндел и ещё несколько приятелей идут играть в хоккей на крыше супермаркета, закрыв магазин. Через 12 минут после начала игры мяч улетает с крыши. Сразу после этого Данте случайно узнаёт, что одна из его бывших девушек умерла, и Рэндел уговаривает его съездить на поминальную церемонию. Оттуда их, почти сразу, выгоняют со скандалом, после того как Рэндел случайно опрокидывает гроб с телом. Данте и Рэндел возвращаются в магазин.
Затем Рэндел ненадолго уезжает, и Данте остается в магазине один. Туда заходит тренер по фитнесу, который начинает обсуждать плохую физическую форму Данте с другой покупательницей. Скоро выясняется, что они все вместе учились, и тренер с покупательницей переходят на обсуждение измен Кэтлин, о которых Данте ничего не знал. После них приходит чиновник, который выписывает Данте штраф за то, что он продал сигареты четырёхлетней девочке, хотя на самом деле это сделал Рэндел.
Когда Рэндел возвращается, он объясняет Данте, что тот чересчур серьёзно воспринимает своих покупателей. Чтобы показать, как надо себя вести, он оскорбляет нескольких покупателей, которые уходят из супермаркета в возмущении. После ухода Рэндела заходит Кэтлин, которая объясняет, что на самом деле произошла ошибка и она не выходит замуж. Данте предлагает ей снова начать встречаться, приглашает на свидание и уходит домой переодеться. Когда он возвращается, то выясняется, что в это время Кэтлин в туалете супермаркета занималась сексом с мертвым телом старика, в темноте перепутав его с Данте. Старик зашёл в туалет незадолго до этого и умер во время мастурбации, сохранив эрекцию. Кэтлин в шоковом состоянии увозят в больницу. Сразу после этого у Данте происходит ссора с Вероникой, которой Рэндел успел рассказать про Кэтлин. Данте дерется с Рэнделом. Потом они мирятся и рассуждают о своём никчёмном существовании. Порассуждав о возможных переменах, они прибирают магазин, и Рэндел уходит домой, а Данте решает взять завтра отгул и навестить Кэтлин в больнице.

## В ролях
- Брайан О’Хэллоран — Данте Хикс
- Джефф Андерсон — Рэндел Грейвс
- Мэрилин Гильотти — Вероника Лоурен
- Лайза Спунхауэр — Кэтлин Бри
- Джейсон Мьюз — Джей
- Кевин Смит — Молчаливый Боб
- Скотт Мозье — Уильям Блэк; разозлённый покупатель
- Уолт Фланаган — несколько второстепенных персонажей

## Саундтрек
Благодаря сотрудничеству Miramax и Sony Music, в фильм были включены песни многих популярных рок-групп середины девяностых, включая Alice in Chains, Soul Asylum, Girls Against Boys, Corrosion of Conformity, The Jesus Lizard и прочих.

## История создания и проката
Фильм был снят на чёрно-белую плёнку, а его бюджет составил мизерную сумму в 27 575 долларов. Постпродакшн (монтаж, обработка плёнки и пр.) обошёлся создателям ещё в $230 000. Тем не менее фильм, прокатом которого занималась компания Miramax Films, собрал в прокате свыше трёх миллионов долларов.
Премьеры состоялись в 1994 году на кинофестивале «Сандэнс», где фильм разделил первое место, и на Каннском кинофестивале.
В 2006 году вышел сиквел фильма — «Клерки 2», уже на цветной плёнке.